# Astrid Ridge
Koordinaten: 67° 43′ S, 33° 7′ O
Der Astrid Ridge (englisch; von ridge „Erhöhung, Kamm, Rücken, Höhenrücken“) ist ein Tiefseerücken im Südlichen Ozean vor der Prinzessin-Ragnhild-Küste des ostantarktischen Königin-Maud-Lands.
Namensgeber ist die belgische Königin Astrid (1905–1935), Ehefrau von Leopold III. Das US-amerikanische Advisory Committee on Undersea Features (ACUF) bestätigte die Benennung im Juni 1988.